# Lubuk Layang Ulu
Lubuk Layang Ulu is een bestuurslaag in het regentschap Lahat van de provincie Zuid-Sumatra, Indonesië. Lubuk Layang Ulu telt 536 inwoners (volkstelling 2010).